# Flexiseps valhallae
Flexiseps valhallae (Synonyme: Sepsina valhallae, Scelotes valhallae, Amphiglossus valhallae) ist eine möglicherweise ausgestorbene Skinkart, die auf den Îles Glorieuses im westlichen Indischen Ozean endemisch war. Die Art ist nur von drei Exemplaren bekannt, die zu Beginn des 20. Jahrhunderts gesammelt wurden. Das Artepitheton valhallae bezieht sich auf die Yacht Valhalla, das Forschungsschiff des Expeditionsleiters James Lindsay, 26. Earl of Crawford.

## Merkmale
Flexiseps valhallae war nahe mit der Skinkart Flexiseps melanurus von Madagaskar verwandt. Die Arten unterschieden durch die Breite des Stirnschildes und durch die Färbung. Die Kopflänge des Typusexemplares beträgt 16 mm, die Rumpflänge 90 mm, die Schwanzlänge 185 mm, die Kopfbreite 12 mm, die Länge der Vordergliedermassen 12 mm und die Länge der Hintergliedmaßen 19 mm. Die stumpfe Schnauze ragt kaum über den Rand des Oberlippenschildes (Labiale) hinaus. Die Augengröße ist moderat, die unteren Augenlider sind beschuppt. Die Ohröffnung ist viel kleiner als die Augenöffnung. Der Stirnschild (Frontale) ist doppelt so lang wie der Stirn-Nasen-Zwischenschild (Frontonasale) und an jeder Seite winklig eingekerbt durch den Überaugenschild und nach hinten durch den Interparietalschild. Es gibt sechs obere Augenschilder (Superciliaria). Der Interparietalschild ist länger als breit und halb so lang wie der Stirnschild. Der vierte Oberlippenschild erstreckt sich bis zur Augenhöhle. Die Körpermitte ist mit 28 gleich großen Schuppen bedeckt. An den kurzen Gliedmaßen befinden sich fünf Zehen. Der Schwanz ist lang und dick. Die Körperoberseite ist braun. Am Hals befinden sich braune Querbinden, die sich auflösen und allmählich in kleine Flecken am vorderen Teil des Körpers und in Längsstreifen am hinteren Teil des Körpers und am Schwanz übergehen. Die Körperunterseite ist weiß.

## Systematik
George Albert Boulenger beschrieb diese Skinkart im Jahr 1909 als Sepsina valhallae. Robert Mertens stellte sie 1934 in die Gattung Scelotes und Édouard-Raoul Brygoo 1983 in die Gattung Amphiglossus. Jesse Erens, Aurélien Miralles, Frank Glaw, Lars Chatrou und Miguel Vences stellten 2017 die neue Gattung Flexiseps auf.

## Lebensraum und Lebensweise
Lebensraum und Lebensweise sind nicht erforscht.

## Status
Flexiseps valhallae ist gegenwärtig nicht in der Roten Liste gefährdeter Arten der IUCN gelistet. Das Typusexemplar wurde 1905 von John Stanley Gardiner und Henry Harold Welch Pearson auf der Île du Lys und zwei weitere Exemplare wurden 1906 von Michael John Nicoll auf Grande Glorieuse gesammelt. 2017 führten Mickaël Sanchez, Arthur Choeur und Jean-Michael Probst eine Studie auf den Îles Glorieuses durch, um die dort heimischen Reptilien für die IUCN Red List zu erfassen. Trotz intensiver Suche wurde kein Exemplar von Flexiseps valhallae gefunden und 2019 der Status „vom Aussterben bedroht“ (critically endangered) mit dem Zusatz „möglicherweise ausgestorben“ (possibly extinct) vorgeschlagen. Ferner konnten Sanchez und sein Team eine historische Präsenz von Ratten auf der Île du Lys, Katzen und Etruskerspitzmäuse sowie ein hohes Maß von Lebensraumzerstörung auf Grande Glorieuse nachweisen.